# Probles temporalis
Probles temporalis là một loài tò vò trong họ Ichneumonidae.